# Tranh giành châu Phi

Bản đồ các thuộc địa châu Phi của các đế quốc châu Âu vào năm 1913 (Bỉ (vàng), Anh (hồng da cam), Pháp (xanh lam), Đức (ngọc lam), Ý (xanh lục), Bồ Đào Nha (tím) và Tây Ban Nha (hồng))

Cuộc chia cắt châu Phi là quá trình bảy cường quốc Tây Âu cắt chiếm hầu hết châu Phi làm thuộc địa từ năm 1881 đến năm 1914. 90% châu Phi chịu sự cai trị của các đế quốc châu Âu. Chỉ mỗi Ethiopia và Liberia giữ được độc lập.
Hội nghị Berlin năm 1884 thường được công nhận là khởi điểm của cuộc chia cắt châu Phi. Ở Hội nghị, các đế quốc châu Âu quyết định việc thương mại ở châu Phi và đồng ý mỗi nước được cắt chiếm riêng một vùng đất mà không đánh nhau. Châu Phi về trước chỉ chịu thế lực quân sự và kinh tế, bây giờ bị cai trị trực tiếp.

## Bối cảnh
Đến năm 1841, những thương nhân châu Âu đã thành lập các trạm buôn bán nhỏ dọc theo bờ biển châu Phi, chủ yếu trao đổi hàng hóa với người dân địa phương. Họ ít khi tiến vào bên trong, bởi vì người châu Âu không chịu được các bệnh nhiệt đới như sốt rét mà chết nhiều. Giữa thế kỷ 19, những nhà thám hiểm châu Âu lập xong bản đồ phần lớn Đông Phi và Trung Phi.
Cuối những năm 1870, những nước châu Âu chỉ kiểm soát khoảng 10% châu Phi, tất cả các lãnh thổ của họ đều nằm gần bờ biển. Angola và Mozambique thuộc Bồ Đào Nha, mũi Hảo Vọng thuộc Anh, Algeria thuộc Pháp.
Tiến bộ kỹ thuật giúp cho các đế quốc châu Âu mở rộng thuộc địa. Người châu Âu phát minh tàu hơi nước, đường sắt và điện báo, làm cho việc giao thông vận tải và thông tin liên lạc được thuận lợi. Họ điều chế được thuốc ký ninh đặc trị sốt rét, cho phép họ dễ dàng tiến sâu vào nội địa châu Phi.

## Nguyên nhân

### Châu Phi và thương mại toàn cầu

Bản đồ các nền văn minh và vương quốc châu Phi trước thời kỳ thực dân châu Âu (khoảng từ 500 TCN đến 1500 CN)

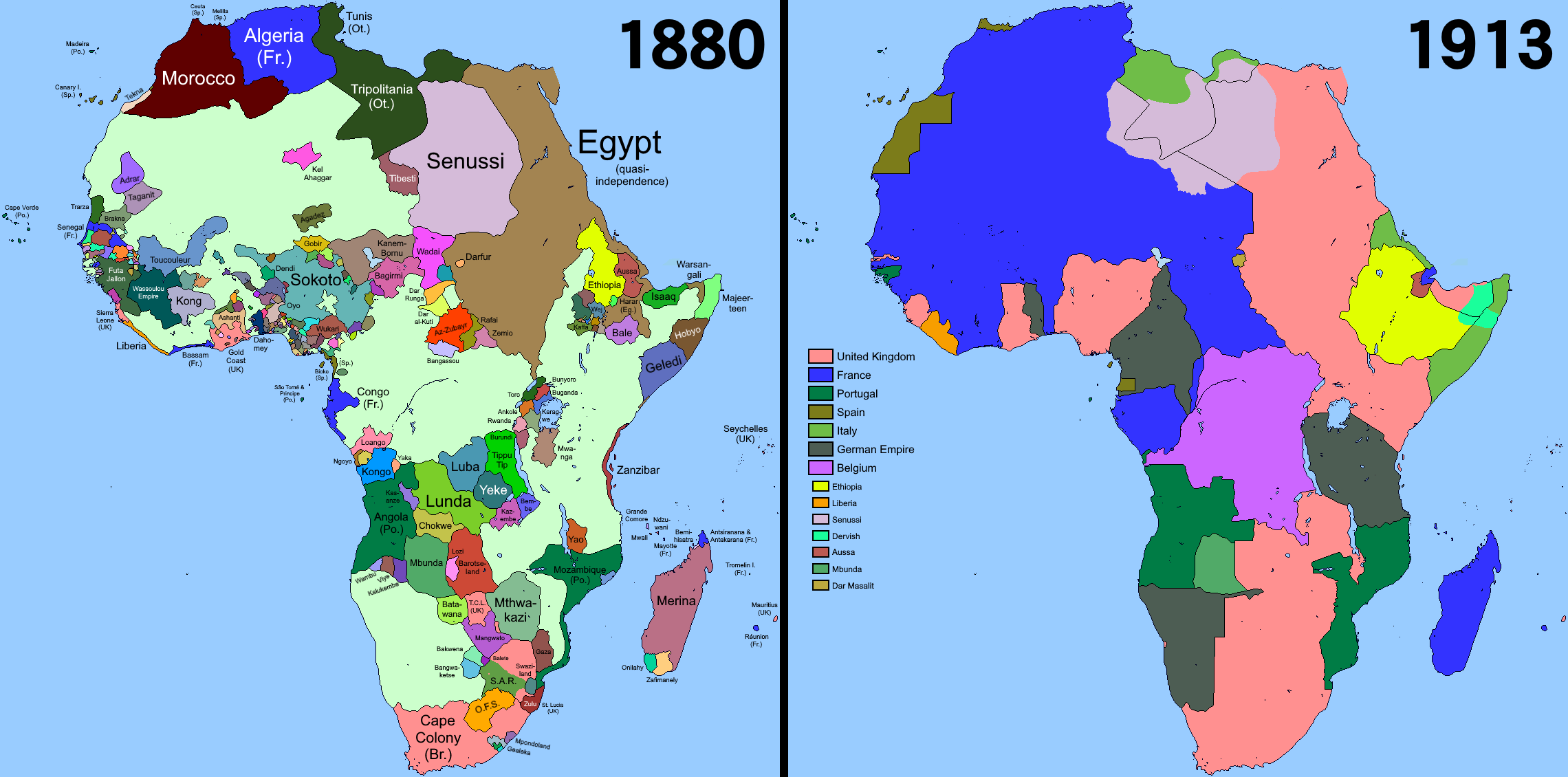
Châu Phi vào năm 1880 so với năm 1913

Vùng Hạ Sahara của châu Phi thu hút các nước châu Âu. Từ năm 1873 đến năm 1896, châu Âu bị suy thoái kinh tế, các nước ở lục địa thi hành chính sách bảo hộ mậu dịch, Anh không thể buôn bán, thâm hụt thương mại ngày càng tăng. Châu Phi là dịp tốt cho Anh, Đức, Pháp và những nước khác được thặng dư thương mại, bởi vì châu Phi nhập khẩu từ châu Âu nhiều hơn xuất khẩu.
Các nước châu Âu có nhiều động lực lập thuộc địa. Thứ nhất là bỏ vốn thặng dư vào các thuộc địa thường sinh lợi hơn, bởi vì nguyên vật liệu thì rẻ và dồi dào, cạnh tranh thì ít. Thứ hai là nước mẹ cần nguyên liệu, nhất là ngà voi, cao su, dầu cọ, ca cao, kim cương, chè và thiếc. Ngoài ra, Anh muốn kiểm soát các khu vực bờ biển phía nam và phía đông của châu Phi để lập các cảng trung chuyển cho tàu bè đi về giữa Anh, châu Á và thuộc địa Ấn Độ. Nhưng mà, các nước châu Âu bỏ tương đối ít vốn vào châu Phi so với những châu lục khác, ngoại trừ Nam Phi, cho nên khá ít công ty tham gia thương mại ở vung nhiệt đới châu Phi. Có một ngoại lệ là công ty khai thác kim cương của Cecil Rhodes, ông được cho thuê toàn bộ đất của Rhodesia. Vua Bỉ Leopold II lập Nhà nước Tự do Congo để khai thác cao su và những nguồn tài nguyên khác.
Ở châu Âu, các nhóm vận động lập thuộc địa khuyên rằng tiến vào thị trường châu Phi sẽ giải quyết được vấn đề giá cả thấp và cung vượt quá cầu do thị trường các nước châu Âu bị thu hẹp.

### Cạnh tranh giữa các đế quốc

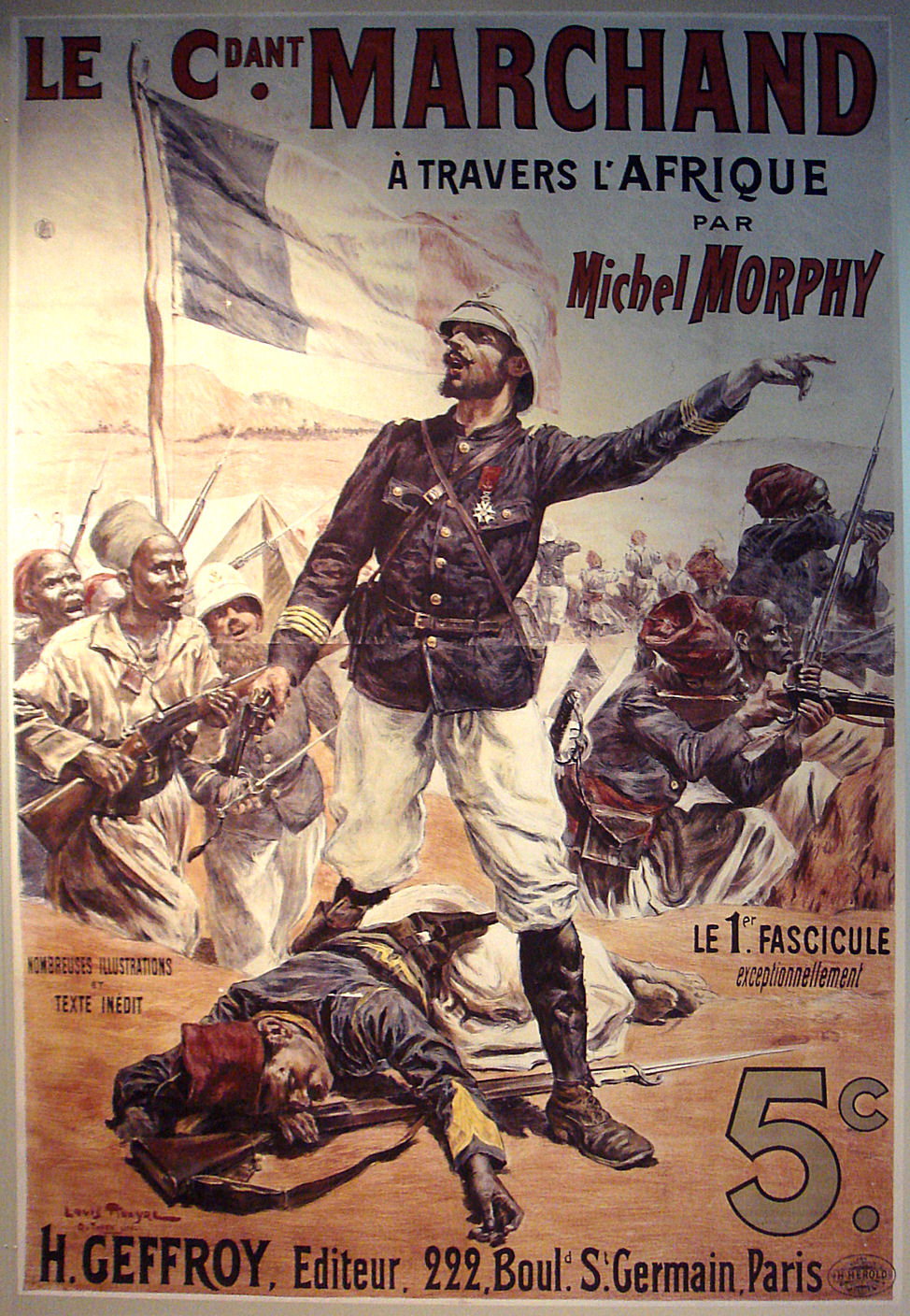
Áp phích tuyên truyền đương thời ở Pháp

Vùng nội địa rộng lớn giữa Ai Cập và miền Nam châu Phi giàu vàng và kim cương, nước nào mà kiểm soát được thì có thể đảm bảo ngoại thương. Chính phủ Anh chịu sức ép trong nước xây dựng các thị trường béo bở ở Ấn Độ, Mã Lai, Úc và New Zealand, cho nên muốn tranh thủ Kênh đào Suez là tuyến đường biển quan trọng giữa Đông và Tây, được hoàn thành vào năm 1869.
Các thuộc địa ở châu Phi cũng có giá trị chiến lược. Hải quân các nước châu Âu ngày càng lớn mạnh, gồm những tàu chiến mới chạy bằng hơi nước, cần phải có các trạm than để tiếp nhiên liệu và quân cảng để sửa chữa. Các tuyến đường biển và đường dây liên lạc cần phải có các căn cứ chống giữ, nhất là những tuyến đường biển quốc tế sinh lợi và quan trọng như Kênh đào Suez. Những thuộc địa đông dân có thể cung cấp lính cho thực dân. Ví dụ: Anh dùng người Ấn Độ, Pháp dùng người Bắc Phi đi đánh nhiều cuộc chiến tranh thuộc địa và cả hai Chiến tranh thế giới.
Các đế quốc có thể đổi chác thuộc địa trong lúc thương lượng. Chịu ảnh hưởng của chủ nghĩa dân tộc, các nước châu Âu lập thuộc địa để rạng quốc thể, thi hành "trọng trách của người da trắng" đi giáo hóa các dân tộc man rợ.

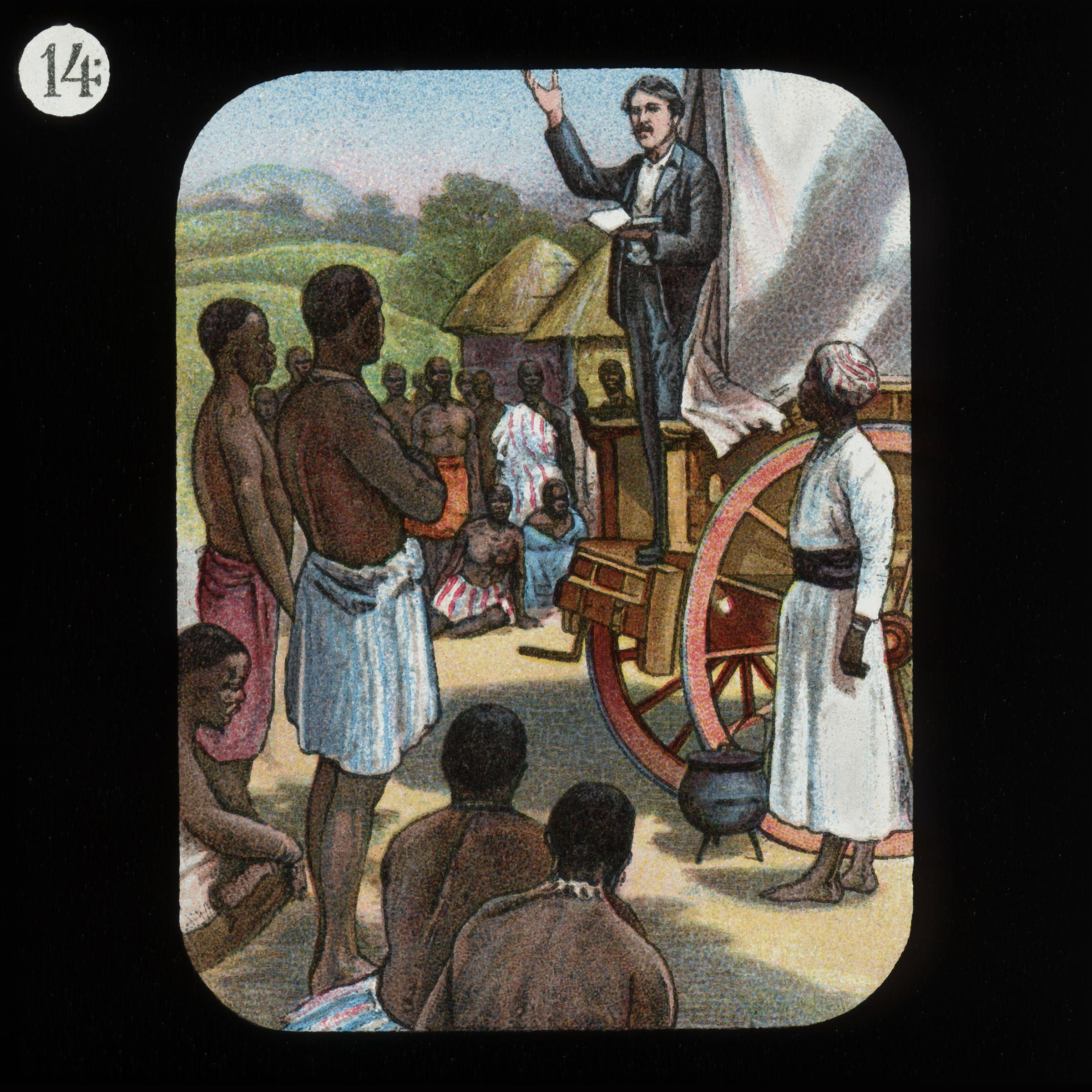
David Livingstone, nhà thám hiểm tiên phong nội địa châu Phi và nhà hoạt động chống buôn bán nô lệ

#### Chính sách bành trướng của Đức

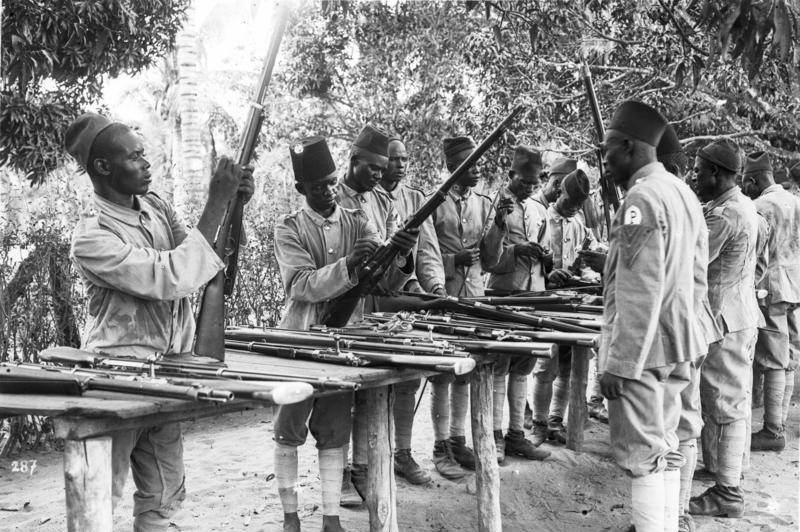
Lính bản địa ở Đông Phi thuộc Đức, vào khoảng năm 1906

Đức trước khi thống nhất vào năm 1871 không có thuộc địa. Thủ tướng Otto von Bismarck phản đối lập thuộc địa, nhưng miễn cưỡng chịu theo sức ép của dư luận và giới quyền quý trong những năm 1880. Ông tổ chức Hội nghị Berlin 1884–85 đặt ra các quy tắc cắt chiếm đất châu Phi để giảm nguy cơ xung đột giữa các cường quốc châu Âu. Bismarck dùng các công ty tư nhân để lập những thuộc địa nhỏ ở châu Phi và Thái Bình Dương.
Năm 1890, Hoàng đế Đức Wilhelm II ra chính sách ngoại giao Weltpolitik, mục đích là biến Đức thành cường quốc toàn cầu bằng cách tích cực ngoại giao và xây dựng hải quân lớn. Đức trở thành đế quốc lớn thứ ba ở châu Phi, thống trị gần như 2,6 triệu km vuông lãnh thổ và 14 triệu dân bản địa. Thuộc địa châu Phi của Đức bao gồm Tây Nam Phi, Togoland, Cameroons và Tanganyika. Năm 1905, Đức cố gắng cô lập Pháp, gây cuộc Khủng hoảng Ma-rốc thứ nhất. Hội nghị Algeciras năm 1905 trên lý thuyết hạn chế sức ảnh hưởng của Pháp đối với Ma-rốc. Năm 1911, Khủng hoảng Ma-rốc thứ hai nảy ra, Pháp sau cùng phải nhường một số lãnh thổ cho Đức để giữ Ma-rốc.

#### Chính sách bành trướng của Ý

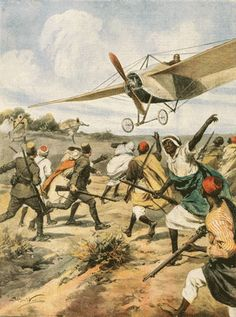
Máy bay Ý tấn công quân Osman ở Libya trong Chiến tranh Ý-Thổ Nhĩ Kỳ

Năm 1861, bán đảo Ý phần lớn thống nhất thành Vương quốc Ý. Ý có tham vọng bành trướng trở thành cường quốc. Năm 1870 rồi năm 1882, Ý xâm chiếm một số lãnh thổ của Eritrea. Năm 1889–90, Ý xâm chiếm lãnh thổ ở phía nam của Sừng châu Phi, về sau lập Somaliland thuộc Ý. Thừa dịp Ethiopia có bất ổn sau khi Hoàng đế Yohannes IV băng hà vào năm 1889, Ý xâm chiếm Cao nguyên Ethiopia dọc theo bờ biển Eritrea. Ý chính thức thành lập Thuộc địa Eritrea, dời thủ đô từ Massawa xuống Asmara. Quan hệ giữa Ý và Ethiopia xấu đi. Năm 1895, Chiến tranh Ý-Ethiopia thứ nhất nổ ra, quân Ý đại bại dưới quân Ethiopia có ưu thế về quân số, tổ chức và sự yểm trợ của Nga và Pháp. Năm 1911, Ý tuyên chiến với Đế quốc Osman, chiếm được Tripolitania và Cyrenaica làm thuộc địa, về sau hợp nhất thành Libya thuộc Ý.
Năm 1935, Ý xâm lược Ethiopia lần thứ hai, chiếm đóng gần như cả nước trong Chiến tranh thế giới thứ hai. Nhưng mà, quân kháng chiến Arbegnoch đẩy quân Ý ra khỏi phần lớn vùng nông thôn miền núi. Đây là lần cuối cùng Ý phát động chiến tranh lập thuộc địa.

## Chủ nghĩa thực dân trước Chiến tranh thế giới thứ nhất

### Congo

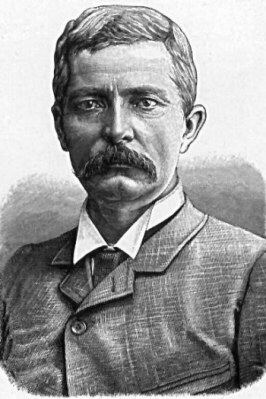
Henry Morton Stanley

Các cuộc thám hiểm ở Congo của David Livingstone và Henry Morton Stanley gây trong tâm trí của Vua Bỉ Leopold II cao kiến lập thuộc địa. Năm 1876, ông thành lập Hiệp hội Quốc tế Thám hiểm và Giáo hóa châu Phi. Từ năm 1869 đến năm 1874, Leopold II bí mật cử Stanley đến Congo đàm phán với một số tù trưởng châu Phi lấy đất dọc sông Congo. Năm 1882, Leopold II có đủ lãnh thổ để bắt đầu thành lập Nhà nước Tự do Congo.

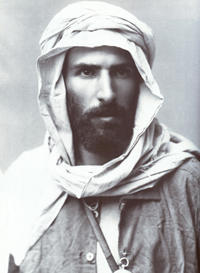
Pierre Savorgnan de Brazza mặc quần áo "bản địa", ảnh của Félix Nadar

Cùng lúc Stanley thám hiểm Congo cho Leopold II, nhà thám hiểm Ý Pierre de Brazza tiến vào lưu vực phía Tây Congo. Năm 1881, ông thành lập thành phố Brazzaville cho đế quốc Pháp, về sau trở thành thủ đô của Cộng hòa Congo. Bồ Đào Nha cũng yêu sách Congo căn cứ các hiệp ước cũ với Vương quốc Kongo, cho nên lập điều ước với Anh không cho Leopold đường tiếp cận Đại Tây Dương.
Năm 1890, Nhà nước Tự do Congo trải dài từ Leopoldville đến Stanleyville. Leopold tìm cách mở rộng thuộc địa xuống phía nam sông Lualaba. Cùng lúc, Cecil Rhodes đang mở rộng lên phía bắc từ sông Limpopo, tiến qua Matabeleland, và lập thuộc địa ở Mashonaland.
Chỗ Leopold và Rhodes gặp nhau là Katanga ở phía tây, thuộc Vương quốc Yeke do Msiri cai trị. Msiri có quân đội mạnh nhất trong khu vực. Yeke buôn bán số lượng lớn đồng, ngà voi và nô lệ; người châu Âu nghe đồn có buôn vàng nữa. Năm 1890, Rhodes cử hai phái đoàn đến Msiri khuyên ông chịu phục. Đoàn thứ nhất bị từ chối, đoàn thứ hai không đến được Katanga. Leopold cử bốn phái đoàn. Đoàn thứ nhất chỉ được nhận một bức thư mơ hồ. Đoàn thứ hai bị từ chối. Đoàn viễn chinh thứ ba có vũ trang được lệnh chiếm Katanga mặc ý của Msiri, bắn chết Msiri chặt đầu cắm lên cột để "thị uy" cho người dân. Đoàn thứ tư thành lập chính quyền cơ bản và "hệ thống trị an" ở Katanga. Leopold bây giờ sở hữu tới 2.300.000 km vuông đất châu Phi, khoảng gấp 75 lần diện tích của Bỉ. Leopold khủng bố người dân vô cùng, gây những vụ thảm sát, cưỡng bức lao động, đến nỗi Bỉ phải tước quyền sở hữu của Leopold II dưới sức ép trong nước. Ngày 20 tháng 8 năm 1908, Congo trở thành thuộc địa của Bỉ.

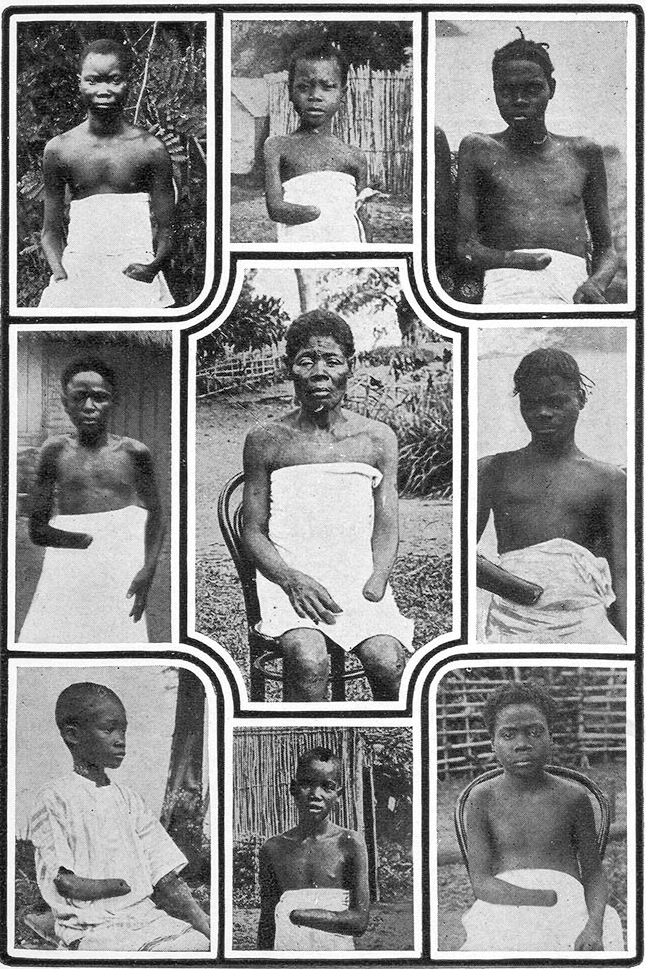
Từ năm 1885 đến năm 1908, Leopold II gây nhiều tội ác ở Nhà nước Tự do Congo; trong ảnh là những lao động bản địa bị chặt tay vì không thu hoạch đủ cao su.

Sự tàn bạo của Vua Leopold II có chứng cớ rành rành: 16 triệu dân bản địa thì ước tính tới 8 triệu chết từ năm 1885 đến năm 1908. Một nhà ngoại giao Ailen đương thời ước tính chết ba triệu. Ông đưa ra 4 nguyên nhân chính: "chiến tranh bừa bãi", nạn đói, giảm sinh và bệnh tật. Bệnh ngủ và bệnh đậu mùa tàn sát gần một nửa dân số ở các khu vực xung quanh hạ lưu sông Congo. Rất khó xác định số người chết vào thời kỳ đó, bởi vì đến năm 1924 mới tổ chức cuộc điều tra dân số đầu tiên.
Congo thuộc Pháp cũng ngược đãi bóc lột người dân bản địa. Việc khai thác tài nguyên, thực dân nhượng quyền cho các công ty tư nhân, cho nên dân bản địa vừa bị bóc lột tàn bạo, vừa bị nhiễm dịch bệnh, chết tới một nửa. Năm 1905, chính phủ Pháp lập ủy ban điều tra những vụ ngược đãi ở thuộc địa, do de Brazza đứng đầu. Tuy nhiên, de Brazza chết trong lúc đi điều tra về, bản báo cáo "phê phán gay gắt" của ông không được công khai và không gây được sự cải cách gì. Vào những năm 1920, khoảng 20.000 lao động cưỡng bức chết trong khi lắp đặt một tuyến đường sắt.

### Ai Cập, Sudan và Nam Sudan

#### Kênh đào Suez

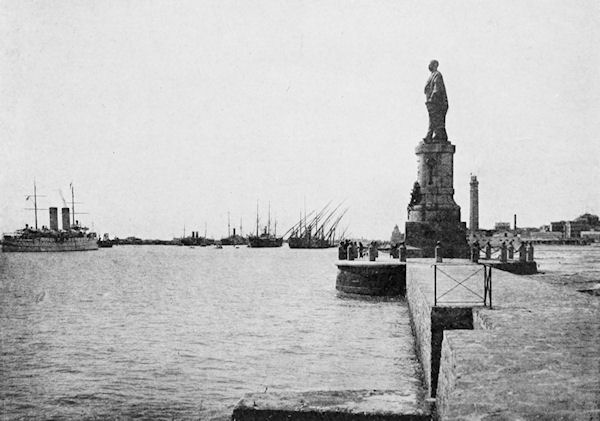
Cửa biển Port Said vào Kênh đào Suez, có tượng De Lesseps

Nhà ngoại giao Pháp Ferdinand de Lesseps được Phó vương Ai Cập Isma'il Pasha cho phép khởi công Kênh đào Suez. Có ước tính lực lượng lao động là 30.000, nhưng những nguồn khác ước tính rằng 120.000 công nhân chết trong mười năm thi công do thiếu ăn, kiệt sức và bệnh tật, nhất là bệnh tả. Kênh đào Suez làm xong vào năm 1869. Nhưng mà, Isma'il buộc phải bán cổ phần của mình trong Kênh đào Suez cho Anh vào năm 1875 để giải quyết khó khăn tài chính. Nguyên nhân là Isma'il đã vay nặng lãi khoản tiền khổng lồ từ những ngân hàng Anh và Pháp. Thủ tướng Anh Benjamin Disraeli mưu kiểm soát hoàn toàn tuyến đường biển chiến lược này. Năm 1879, Isma'il thoái thác khoản nợ nước ngoài của Ai Cập. Anh và Pháp buộc Isma'il phải nhường ngôi cho con trai cả là Tewfik Pasha.

#### Nội loạn ở Ai Cập và Sudan
Trong những năm 1870, thực dân châu Âu bắt đầu cấm đoán việc buôn bán nô lệ, gây khủng hoảng kinh tế ở miền bắc Sudan. Năm 1881, Muhammad Ahmad dấy binh chống lại chính phủ Ai Cập, cướp chính quyền ở Sudan. Cùng năm, một bộ phận quân đội Ai Cập gây binh biến chống lại Tewfik và thực dân Anh Pháp. Năm 1882, Tewfik cầu cứu Anh đem quân yểm trợ. Tỉnh Equatoria của Ai Cập nằm ở Nam Sudan do Emin Pasha lãnh đạo được viện binh châu Âu cứu giúp. Năm 1898, liên quân Anh-Ai Cập đánh bại phiến quân của Ahmad. Anh được quyền cai trị Sudan chung với Ai Cập, nhưng trên thực tế Anh kiểm soát hoàn toàn.

### Hội nghị Berlin (1884-85)

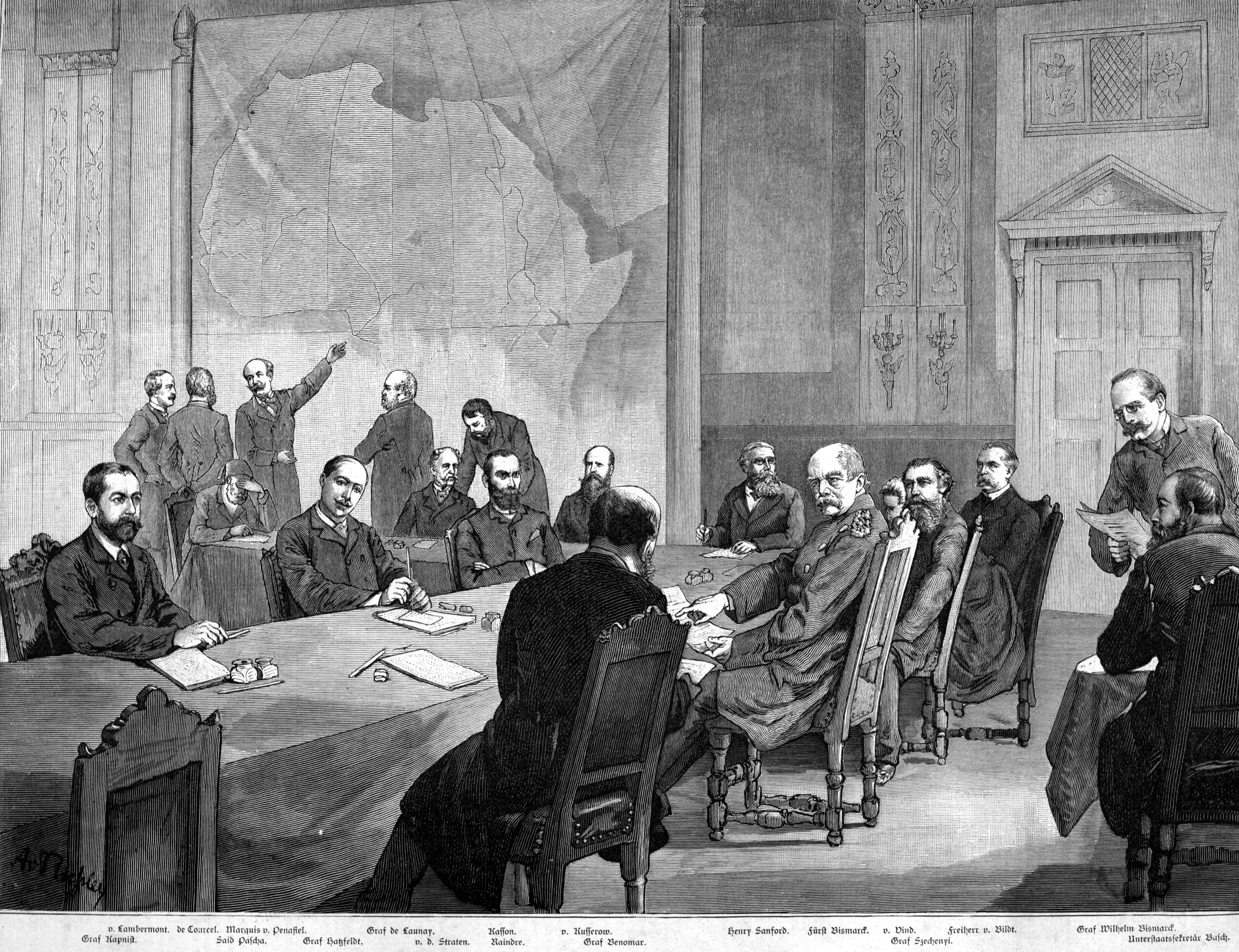
Otto von Bismarck ở Hội nghị Berlin, năm 1884

Năm 1884, Thủ tướng Đức Otto von Bismarck triệu tập Hội nghị Berlin để thảo luận về châu Phi. Các bên chủ yếu muốn phòng ngừa chiến tranh nổ ra giữa các cường quốc châu Âu trong lúc họ cắt chiếm châu Phi. Hội nghị đặt ra các quy tắc các cường quốc phải theo trong việc lập thuộc địa. Không nước nào được đưa ra yêu sách ở châu Phi mà không thông báo cho những cường quốc khác biết. Không được tuyên bố lãnh thổ thuộc về mình, trừ phi đã chiếm đóng trước đó. Khu vực dọc theo sông Congo sẽ do Leopold II cai trị làm vùng trung lập cho các đế quốc được tự do thương mại và hàng hải. Các bên cũng thảo luận việc chấm dứt buôn bán nô lệ và phạm vi của hoạt động truyền giáo. Nhưng mà, các đế quốc tùy nghi phá lệ. Có một số phen xém nổ ra chiến tranh.

### Ai Cập và Nam Phi thuộc Anh

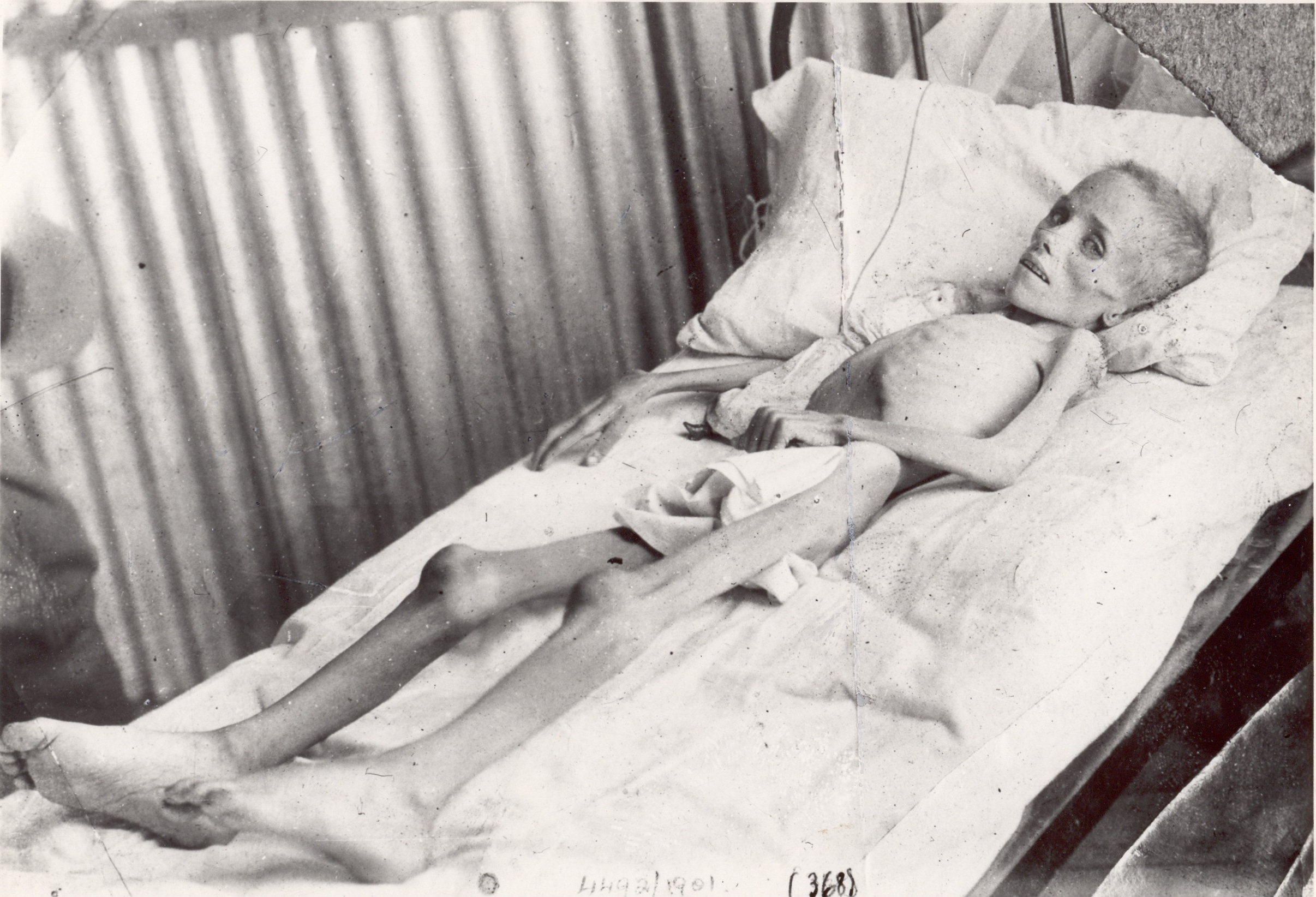
Đứa trẻ người Boer ở trại tập trung Anh vào Chiến tranh Boer thứ hai (1899–1902)

Năm 1882, Anh giành được thực quyền kiểm soát Ai Cập, mặc dù Ai Cập vẫn là lãnh thổ của Đế quốc Osman. Năm 1914, Anh chính thức biến Ai Cập thành xứ bảo hộ. Từ những năm 1890 đến đầu thế kỷ 20, Anh chinh phục Sudan, Nigeria, Kenya và Uganda. Ở phía nam, Anh dùng mũi Hảo Vọng làm bàn đạp xâm chiếm các nước châu Phi gần kề và các nước cộng hòa của người Afrikaner. Năm 1877, Cộng hòa Transvaal bị Đế quốc Anh sáp nhập. Năm 1879, Vương quốc Zulu bị sáp nhập. Người Boer phản đối Anh bành trướng ở Nam Phi, phát động chiến tranh với Anh vào tháng 12 năm 1880. Ngày 23 tháng 3 năm 1881, Anh ký hòa ước với người Boer, thừa nhận quyền tự trị của họ ở Transvaal. Anh cố lật đổ chính phủ Boer ở Transvaal bất thành vào năm 1895. Năm 1899, Chiến tranh Boer thứ hai nổ ra do xung đột về quyền khai thác vàng và kim cương Anh đánh bại người Boer, sáp nhập các nước cộng hòa của họ.

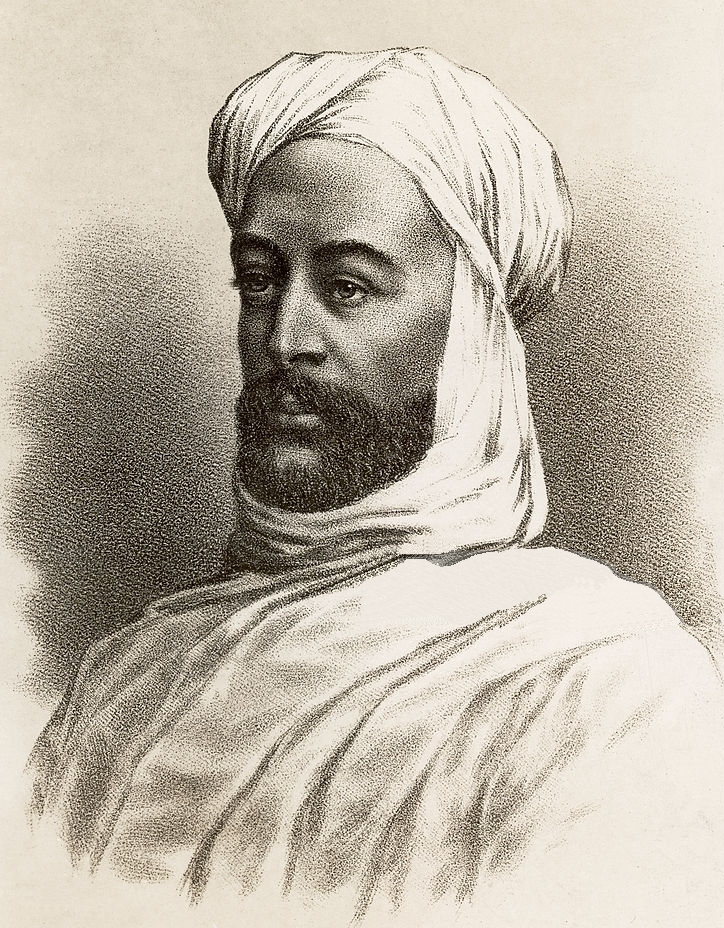
Muhammad Ahmad, lãnh tụ của cuộc nổi dậy chống chính quyền Ai Cập và quân Anh ở Sudan.

### Khủng hoảng Maroc

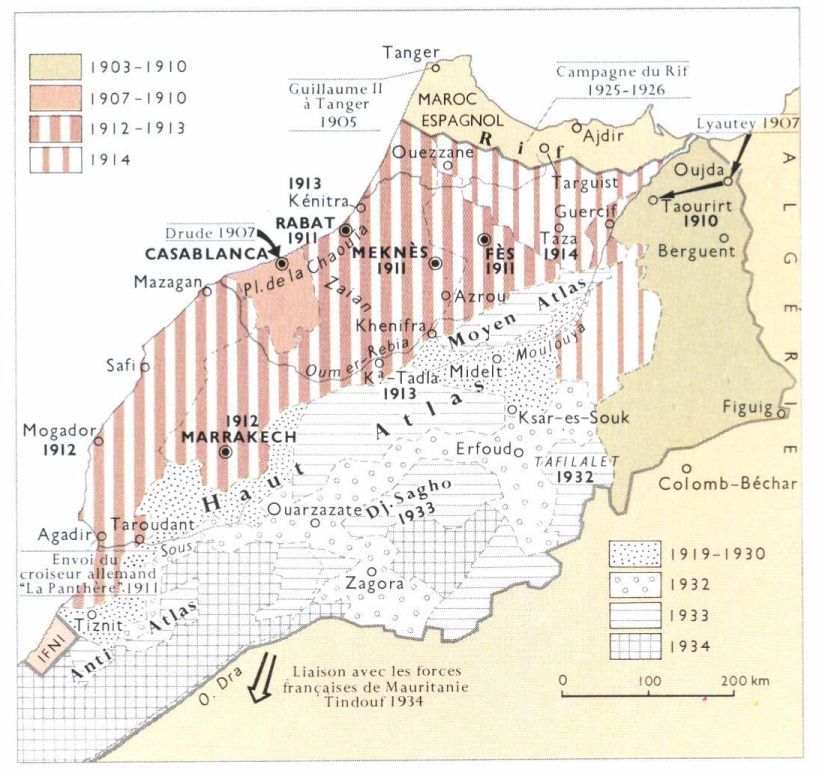
Bản đồ cho thấy các giai đoạn của cuộc bình định Maroc, kết thúc vào năm 1934

Sức ảnh hưởng của Pháp ở Maroc đã được Anh và Tây Ban Nha thừa nhận vào năm 1904. Đức muốn lợi dụng lãnh thổ có tranh chấp của Ma-rốc để thử thế lực của Pháp. Ngày 31 tháng 3 năm 1905, Hoàng đế Wilhelm II đến Tangier và có bài phát biểu ủng hộ Maroc được độc lập. Lòng tự tôn dân tộc của Pháp dâng lên. Có Anh ủng hộ, bộ trưởng ngoại giao Pháp Théophile Delcassé giữ vững lập trường cứng rắn. Giữa tháng 6 năm 1905, cuộc khủng hoảng lên đến đỉnh điểm, Delcassé bị thủ tướng Maurice Rouvier buộc từ chức. Rouvier chủ trương hòa giải với Đức. Đức ngày càng cô lập. Pháp đồng ý tổ chức hội nghị giải quyết cuộc khủng hoảng. Ở Hội nghị Algeciras năm 1906, Đức chỉ tranh thủ được Áo-Hung trong số mười ba nước tham dự. Áo-Hung không có quyền lợi gì ở châu Phi. Pháp được Anh, Mỹ, Nga, Ý và Tây Ban Nha ủng hộ. Ngày 31 tháng 5 năm 1906, Đức cuối cùng chịu ký kết hiệp định. Hiệp định quy định Pháp thay đổi một số điều trong chính sách đối với Maroc, nhưng giữ nguyên thế lực của Pháp.

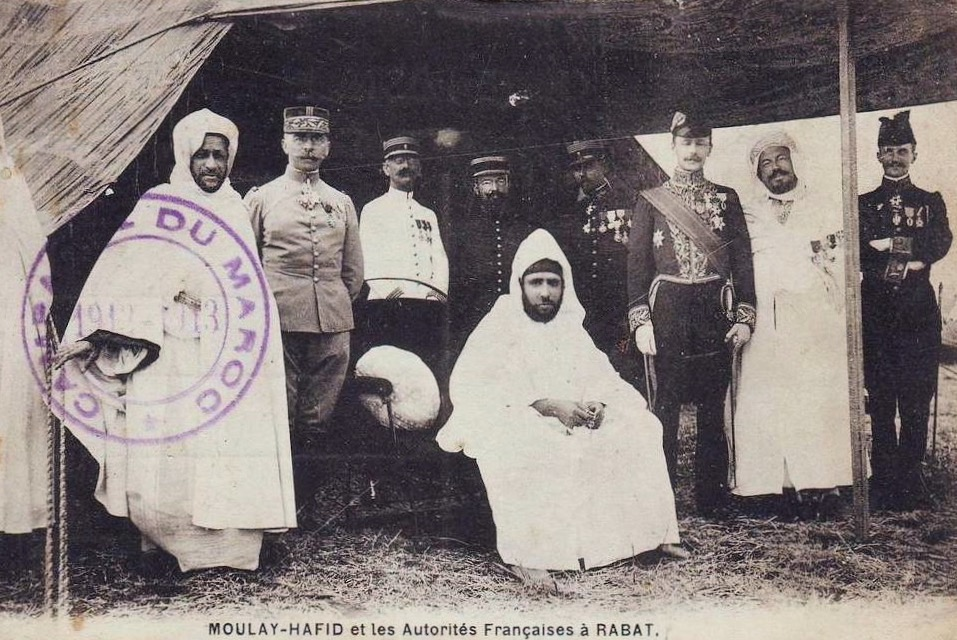
Vua Maroc Abdelhafid. Vào cuộc Khủng hoảng Maroc thứ hai, Abdelhafid vận động phản kháng chính sách bành trướng của Pháp

5 năm sau, Đức điều động một chiếc tàu pháo đến cảng Agadir, châm ngòi cuộc Khủng hoảng Ma-rốc thứ hai. Anh tưởng rằng Đức muốn lấy Agadir làm quân cảng trên Đại Tây Dương, nhưng Đức thực ra muốn củng cố yêu sách đòi lãnh thổ thuộc địa Pháp. Tháng 11 năm 1911, Đức ký kết hiệp ước với Pháp: Đức chấp nhận quyền lợi của Pháp ở Maroc, Pháp nhường một phần lãnh thổ thuộc địa châu Phi Xích đạo ở Trung Congo cho Đức. Pháp cùng Tây Ban Nha sau đó thành lập chế độ bảo hộ hoàn toàn đối với Maroc vào ngày 30 tháng 3 năm 1912.

### Sự kháng cự của giới Dervish
Anh, Ý và Ethiopia đều muốn xâm chiếm lãnh thổ của người Somali, nhưng gặp phải sự kháng cự của phong trào Dervish do Sayid Muhammed Abdullah Hassan lãnh đạo. Phong trào Dervish nổi lên vào năm 1899 để đánh đuổi thực dân khỏi khu vực và lập lại địa vị của Hồi giáo. Hassan đánh bại quân Anh bốn lần và đuổi họ về khu vực bờ biển. Đế quốc Osman và Đức liên minh với phong trào Dervish. Vua Osman phong Hassan làm tiểu vương của Somalia, Đức cam kết thừa nhận bất cứ lãnh thổ nào Hassan chiếm được. Nhưng mà, phong trào Dervish sau cùng thất bại dưới không quân của Anh vào năm 1920.

### Khởi nghĩa ở những thuộc địa Đức

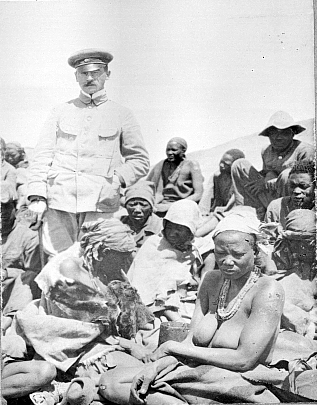
Trung úy Đức và tù nhân ở Đảo Shark, một trong những trại tập trung quân Đức dùng để tiến hành cuộc diệt chủng Herero và Namaqua

Từ năm 1904 đến năm 1908, người bản địa ở Tây Nam Phi và Đông Phi thuộc Đức nổi dậy chống chế độ thực dân. Dân Đông Phi tiến hành chiến tranh du kích chống quân Đức. Nhưng mà, Đức nhanh chóng dập tắt các cuộc nổi dậy sau khi đem viện binh tới.
Đức gây nạn diệt chủng ở Tây Nam Phi. Từ năm 1904 đến năm 1908, đến 80% dân số Herero và 50% dân số Namaqua hoặc chết đói, hoặc chết khát hoặc chịu khổ sai mà chết trong các trại tập trung.

## Kết quả

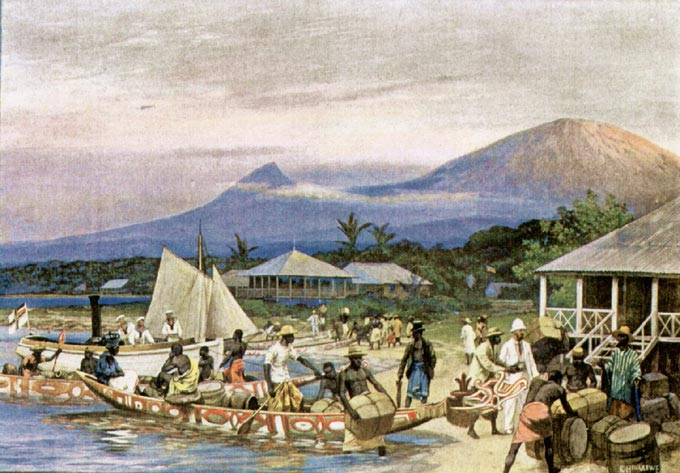
Cameroon thuộc Đức, tranh của R. Hellgrewe, 1908

Vào cuối thế kỷ 19, các đế quốc châu Âu đã xâm chiếm gần 23.000.000 km vuông đất châu Phi, một phần năm diện tích toàn cầu. Chỉ Ethiopia, Liberia và Saguia el-Hamra giữ được độc lập, nhưng Saguia el-Hamra về sau cũng bị Tây Ban Nha chiếm. Chỉ Nigeria thuộc Anh thôi có 15 triệu dân, nhiều hơn toàn bộ Tây Phi thuộc Pháp hay tất cả thuộc địa của Đức. Diện tích xâm chiếm thì Pháp đứng đầu, nhưng phần lớn thuộc địa của Pháp là sa mạc Sahara thưa dân.

### Danh sách các thuộc địa châu Phi của các đế quốc châu Âu

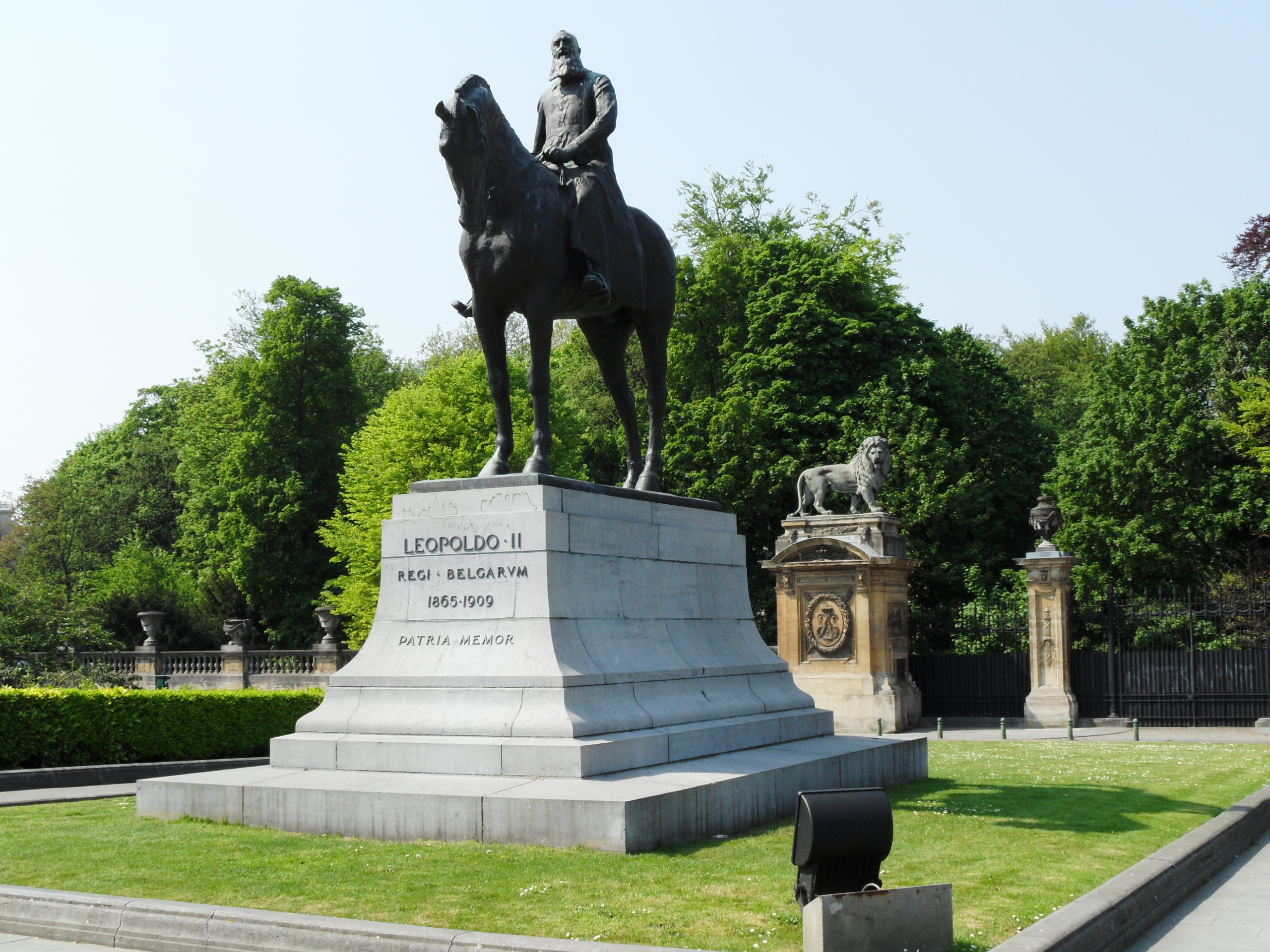
Tượng cưỡi ngựa của Vua Bỉ Leopold II, chủ sở hữu Nhà nước Tự do Congo từ năm 1885 đến năm 1908, Cung Nhiếp chính ở Brussels, Bỉ

#### Bỉ
- Nhà nước Tự do Congo và Congo thuộc Bỉ (nay là Cộng hòa Dân chủ Congo)
- Ruanda-Urundi (nay là Rwanda và Burundi)

#### Pháp

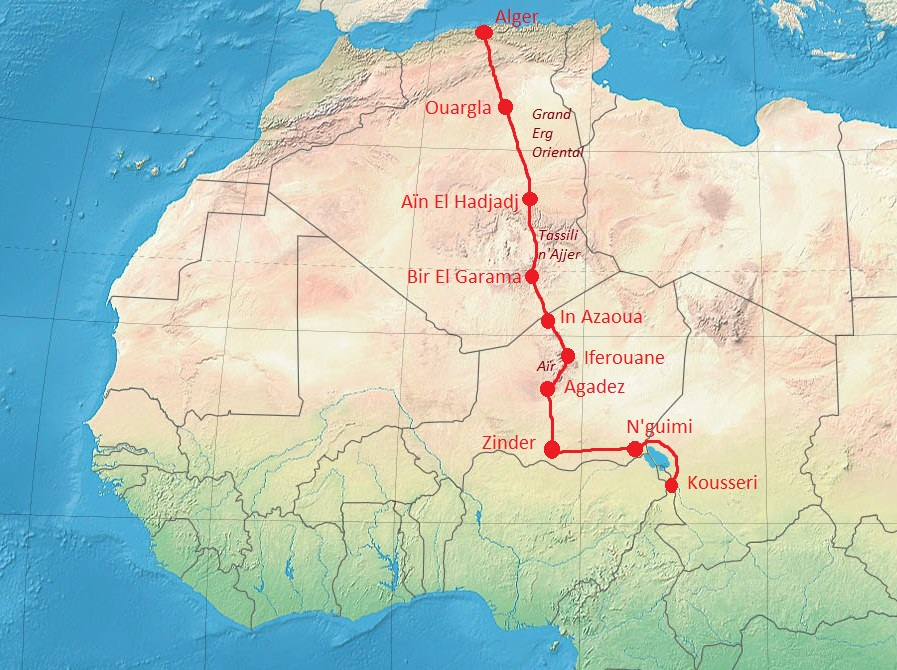
Quân viễn chinh Foureau-Lamy khởi hành từ Algiers vào năm 1898 để chinh phục Lưu vực Tchad mà thống nhất các thuộc địa Pháp ở Tây Phi.

| - Tây Phi thuộc Pháp: - Mauritania - Senegal - Albreda (1681–1857, nay thuộc Gambia) - Sudan thuộc Pháp (nay là Mali, 1880 – 1958) - Guinea thuộc Pháp (nay là Guinea) - Bờ Biển Ngà - Niger - Thượng Volta thuộc Pháp (nay là Burkina Faso) - Dahomey thuộc Pháp (nay là Benin) - Togoland thuộc Pháp (1916–60, nay là Togo) - Forcados và Badjibo (nay thuộc Nigeria) | - Châu Phi Xích đạo thuộc Pháp: - Gabon - Cameroun thuộc Pháp (1922–60) - Congo thuộc Pháp (nay là Cộng hòa Congo) - Oubangui-Chari (nay là Cộng hòa Trung Phi) - Tchad | - Bắc Phi thuộc Pháp: - Algeria thuộc Pháp (1830-1962; được quản lý như một phần của nước mẹ từ năm 1848) - Tunisia thuộc Pháp - Maroc thuộc Pháp - Fezzan-Ghadames (1943–1951) (được Liên Hợp Quốc ủy quyền cai trị) - Ai Cập (thuộc sở hữu (1798–1801)) (cai trị chung với Anh (1876–1882)) | - Đông Phi thuộc Pháp: - Madagascar thuộc Pháp - Comoros - Các đảo rải rác tại Ấn Độ Dương - Somaliland thuộc Pháp (nay là Djibouti) - Isle de France (1715–1810) (nay là Mauritius) |

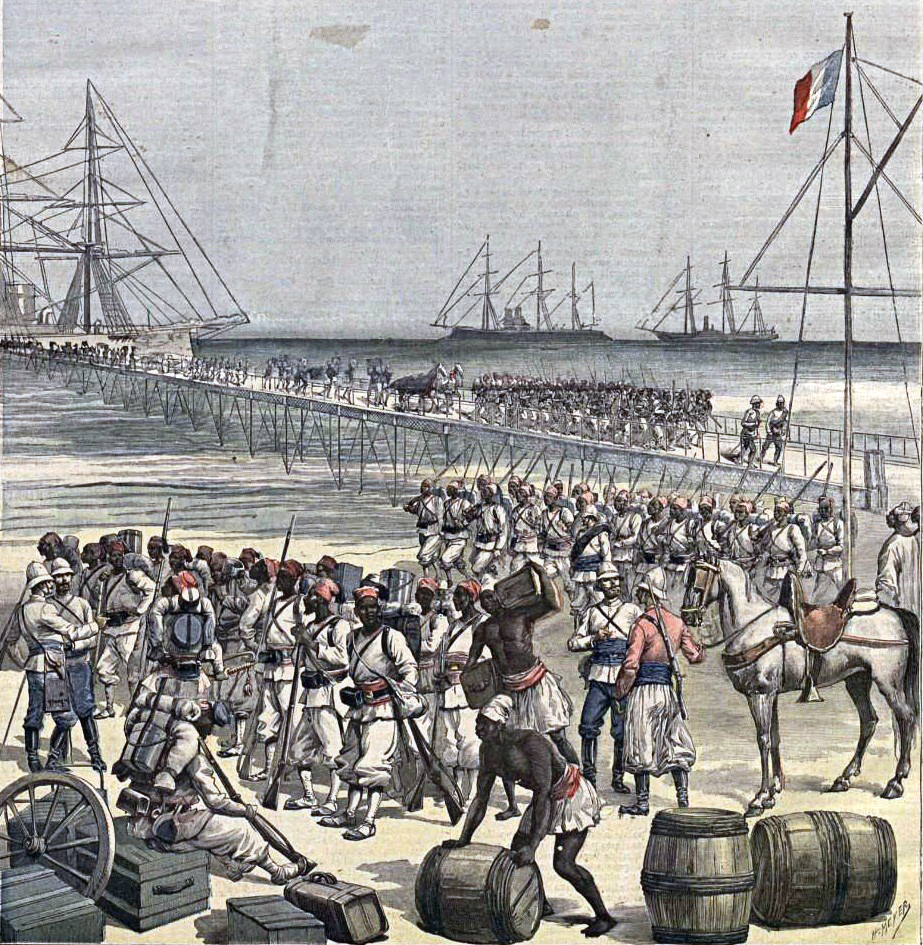
Bộ binh nhẹ Senegal, do Đại tá Alfred-Amédée Dodds chỉ huy, chinh phục Dahomey (nay là Benin) vào năm 1892

#### Đức
- Cameroon thuộc Đức (nay thuộc Cameroon và Nigeria, 1884-1916)
- Đông Phi thuộc Đức (nay là Rwanda, Burundi và phần lớn Tanzania, 1885-1919)
- Tây Nam Phi thuộc Đức (nay là Namibia, 1884-1915)
- Togoland thuộc Đức (nay là Togo và lãnh thổ phía đông của Ghana, 1884-1914)

Sau Chiến tranh thế giới thứ nhất, các thuộc địa của Đức đem chia lại cho Anh, Pháp và Bỉ.

#### Ý
- Eritrea thuộc Ý
- Somalia thuộc Ý

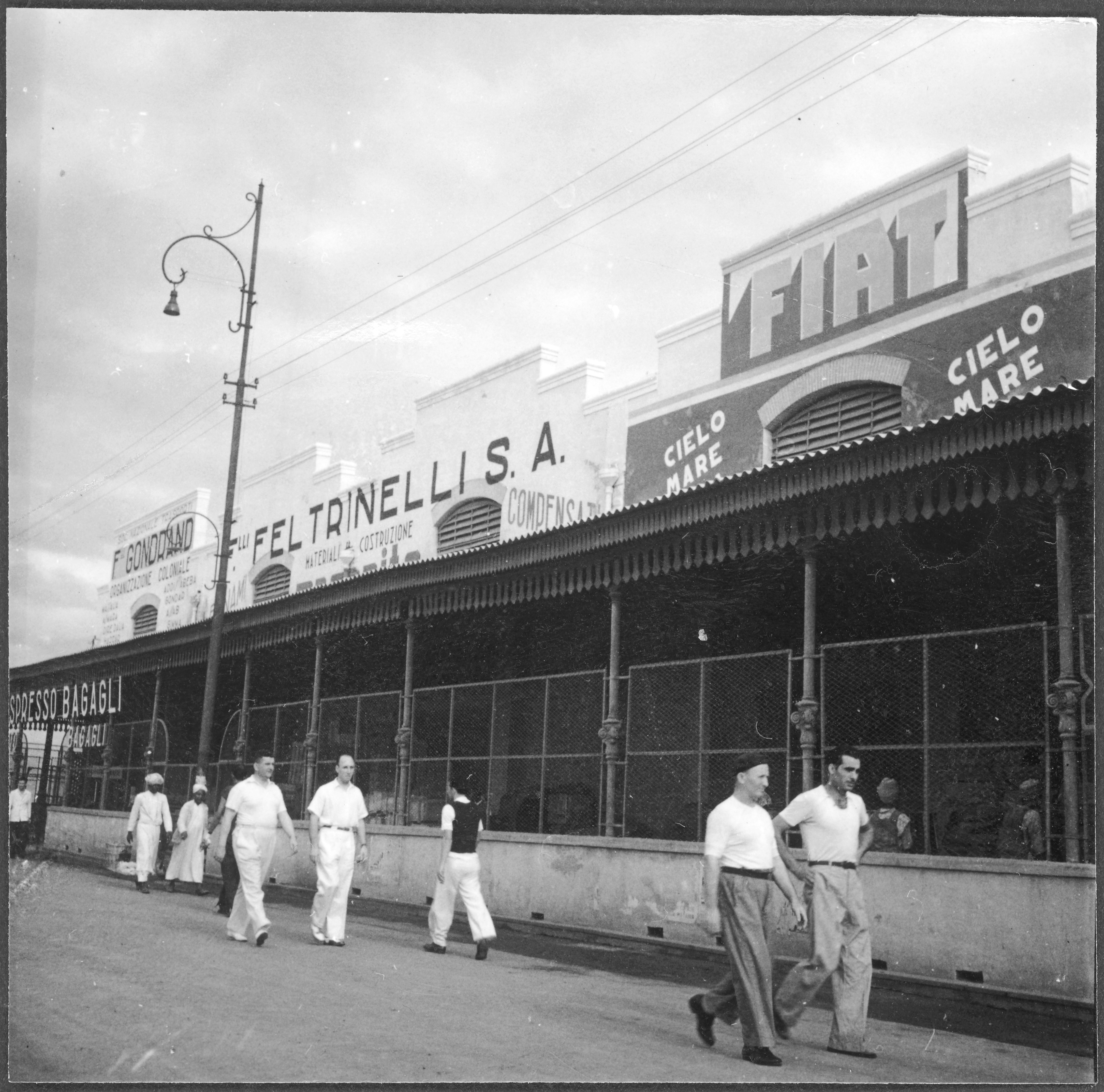
Dân định cư Ý ở Massawa

  - Oltre Giuba (sáp nhập vào Somalia thuộc Ý vào năm 1925)
- Libya thuộc Ý, bao gồm:
  - Tripolitania thuộc Ý
  - Cyrenaica thuộc Ý

Trong khoảng thời gian giữa hai Chiến tranh thế giới, Ý hợp nhất Ethiopia, Eritrea và Somaliland thành Đông Phi thuộc Ý.

#### Bồ Đào Nha

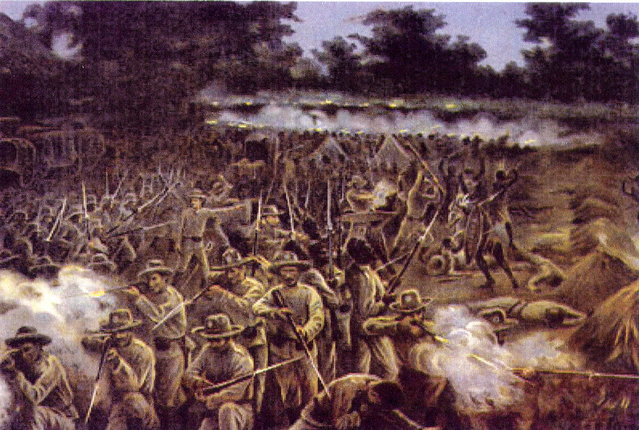
Marracuene ở Mozambique thuộc Bồ Đào Nha là nơi diễn ra trận quyết định giữa quân Bồ Đào Nha và vua Gaza Gungunhana vào năm 1895

| - Angola thuộc Bồ Đào Nha (nay là Angola), bao gồm - Angola lục địa - Congo thuộc Bồ Đào Nha (nay là Tỉnh Cabinda của Angola) - Mozambique thuộc Bồ Đào Nha(nay là Mozambique) - Guinea thuộc Bồ Đào Nha (nay là Guinea-Bissau) | - Mũi Xanh thuộc Bồ Đào Nha - São Tomé và Príncipe thuộc Bồ Đào Nha - São Tomé - Príncipe - Pháo đài São João Baptista de Ajudá (nay là Ouidah, thuộc Benin) |

#### Tây Ban Nha
| - Miền bắc Maroc thuộc Tây Ban Nha - - Chefchaouen (Chauen) - Jebala (Yebala) - Kert - Loukkos (Lucus) - Rif | - Tây Phi thuộc Tây Ban Nha - Ifni - Miền nam Maroc thuộc Tây Ban Nha (mũi Juby) - Sahara thuộc Tây Ban Nha (nay là Tây Sahara) - Saguia el-Hamra - Río de Oro | - Guinea thuộc Tây Ban Nha (nay là Guinea Xích Đạo) - Fernando Pó - Río Muni - Annobón |

#### Anh

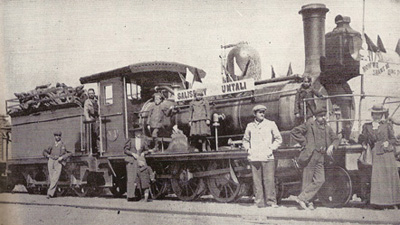
Khánh thành đường sắt ở Rhodesia, năm 1899

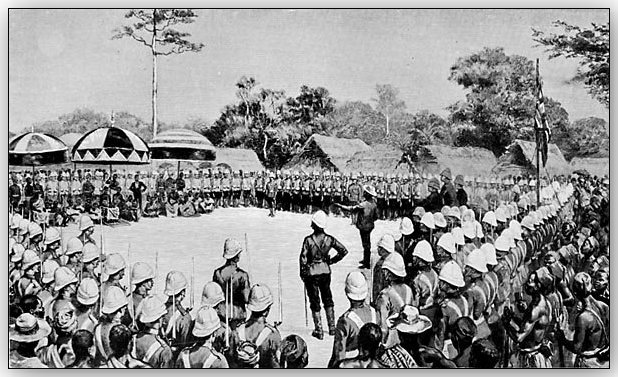
Sau Chiến tranh Anh-Ashanti thứ tư vào năm 1896, Anh áp đặt chế độ bảo hộ đối với Vương quốc Ashanti.

Anh lập thuộc địa chủ yếu để giữ đường liên lạc an toàn đến Ấn Độ, cho nên trước tiên để ý đến Ai Cập và Nam Phi. Những thực dân Anh như Cecil Rhodes vận động lập tuyến đường sắt từ mũi Hảo Vọng đến Cairo và khai thác khoáng sản nông sản, cho nên Anh muốn kiểm soát sông Nile.
| - Ai Cập thuộc Anh - Cyrenaica thuộc Anh (1943-1951, nay thuộc Libya) - Tripolitania thuộc Anh (1943-1951, nay thuộc Libya) - Sudan thuộc Anh-Ai Cập (1899–1956) - Somaliland thuộc Anh (nay thuộc Somalia) - Đông Phi thuộc Anh: - Thuộc địa Kenya - Xứ bảo hộ Uganda - Tanzania : - Lãnh thổ Tanganyika (1919–61) - Zanzibar | - Mauritius thuộc Anh - Bechuanaland (nay là Botswana) - Nam Rhodesia (nay là Zimbabwe) - Bắc Rhodesia (nay là Zambia) - Seychelles thuộc Anh - Liên hiệp Nam Phi - Nam Phi : - Thuộc đia Transvaal - Thuộc địa mũi Hảo Vọng - Thuộc đia Natal - Thuộc địa sông Orange - Tây Nam Phi (từ năm 1915, nay là Namibia) | - Tây Phi thuộc Anh - Gambia thuộc Anh - Sierra Leone thuộc Anh - Nigeria thuộc Anh - Togoland thuộc Anh (1916–56, nay thuộc Ghana) - Cameroons (1922–61, nay thuộc Cameroon và Nigeria) - Bờ Biển Vàng (thuộc địa Anh) (nay là Ghana) - Nyasaland (nay là Malawi) - Basutoland (nay là Lesotho) - Swaziland (nay là Eswatini) - St Helena, Ascension và Tristan da Cunha |

#### Những nước châu Phi giữ được độc lập
Liberia là nước châu Phi duy nhất được các đế quốc châu Âu công nhận là phụ thuộc vào Hoa Kỳ. Liberia được thành lập vào năm 1822 làm thuộc địa cho các nô lệ người Mỹ gốc Phi và Caribê được trả tự do tái định cư. Liberia tuyên bố độc lập vào ngày 26 tháng 7 năm 1847. Liberia là nước cộng hòa lâu đời nhất của châu Phi và là nước cộng hòa người da đen lâu đời thứ hai trên thế giới.
Ethiopia cũng được các cường quốc châu Âu cho là xứ bảo hộ của Ý. Nhưng mà, Ethiopia chưa bao giờ chấp nhận điều này và giành được độc lập khỏi Ý vào năm 1896. Không tính thời kỳ bị Ý chiếm đóng từ năm 1936 đến năm 1941, Ethiopia là nước độc lập lâu đời nhất của châu Phi.